# Estadio Metropolitano Roberto Melendez
Estadio Metropolitano Roberto Melendez je večnamenski stadion v Barranquilli v Kolumbiji. 
Objekt je domači stadion nogometnega kluba Atlético Junior in ima kapaciteto 60.000 sedežev, s čimer je največji stadion v Kolumbiji. Zgrajen je bil leta 1986, zgradili pa so ga v neuspeli kandidaturi za Svetovno prvenstvo v nogometu 1986. Otvoritvena tekma na stadionu je potekala med Urugvajem in Atletico Juniorjem, ki so jo dobili gostje z 2:1. Prvotno uradno ime stadiona je bilo Estadio Metropolitano, leta 1991 pa so ga v čast enemu najpomembnejših kolumbijskih nogometašev, Robertu Malendezu preimenovali v Estadio Metropolitano Roberto Melendez. Do leta 2006 je na stadionu trenirala kolumbijska nogometna reprezentanca. 
Stadion je bil leta 2001 povsem prenovljen.